# Малая Попадья
Малая Попадья (укр. Мала Попадя) — горная вершина в Украинских Карпатах, в массиве Горганы. Расположен в Калушском районе Ивано-Франковской области Украины. Расположенная неподалёку (на северо-запад) от горы Попадьи и ниже от него (отсюда и название — Малая Попадья). Высота 1597 м. Вершина асимметричная, плоская, северные и западные склоны крутые. Распространены каменные осыпи и густые труднопроходимые заросли — криволесья. У подножия горы — хвойные леса (ель, сосна).
Северо-восточнее Малой Попади расположены горы Паренки (1735 м) и Грофа (1748 м), на восток — гора Студенец (1600 м).
Ближайший населённый пункт — село Осмолода.